# Zarubino
Zarubino (in russo Зарубино?) è un insediamento di tipo urbano dell'Estremo Oriente russo (Territorio del Litorale). Fa parte del distretto Chasanskij.
Si trova nel golfo Kitovyj, a ovest della baia Troicy, all'interno del golfo di Pos'et, a circa 220 km da Vladivostok (105 km via mare).